# Lachapelle-Saint-Pierre
Lachapelle-Saint-Pierre ist eine französische Gemeinde mit 830 Einwohnern (Stand 1. Januar 2022) im Département Oise in der Region Hauts-de-France. Sie gehört zum Arrondissement Beauvais, zur Communauté de communes Thelloise und zum Kanton Chaumont-en-Vexin.

## Geographie
Die Gemeinde Lachapelle-Saint-Pierre liegt im Pays de Thelle, 18 Kilometer westlich von Creil und 22 Kilometer südsüdöstlich von Beauvais. Zur Gemeinde gehört der Weiler Richemont. Nachbargemeinden von Lachapelle-Saint-Pierre sind Cauvigny im Norden, Ully-Saint-Georges im Osten, Dieudonné im Süden sowie Novillers im Westen und Nordwesten.

## Einwohner
| Jahr                       | 1962 | 1968 | 1975 | 1982 | 1990 | 1999 | 2010 | 2021 |
| -------------------------- | ---- | ---- | ---- | ---- | ---- | ---- | ---- | ---- |
| Einwohner                  | 172  | 175  | 232  | 705  | 926  | 916  | 876  | 836  |
| Quellen: Cassini und INSEE |      |      |      |      |      |      |      |      |

## Sehenswürdigkeiten
- Kirche Saint-Pierre, teils aus dem 16. Jahrhundert, mit kleinem hölzernen Glockenturm, das dreijochige Schiff mit niedrigem Kreuzrippengewölbe, der einjochige Chor mit Tonnengewölbe flach geschlossen; dem hölzernen Altar und Beichtstuhl aus dem 18. Jahrhundert
- Wasserturm aus dem Jahr 1958

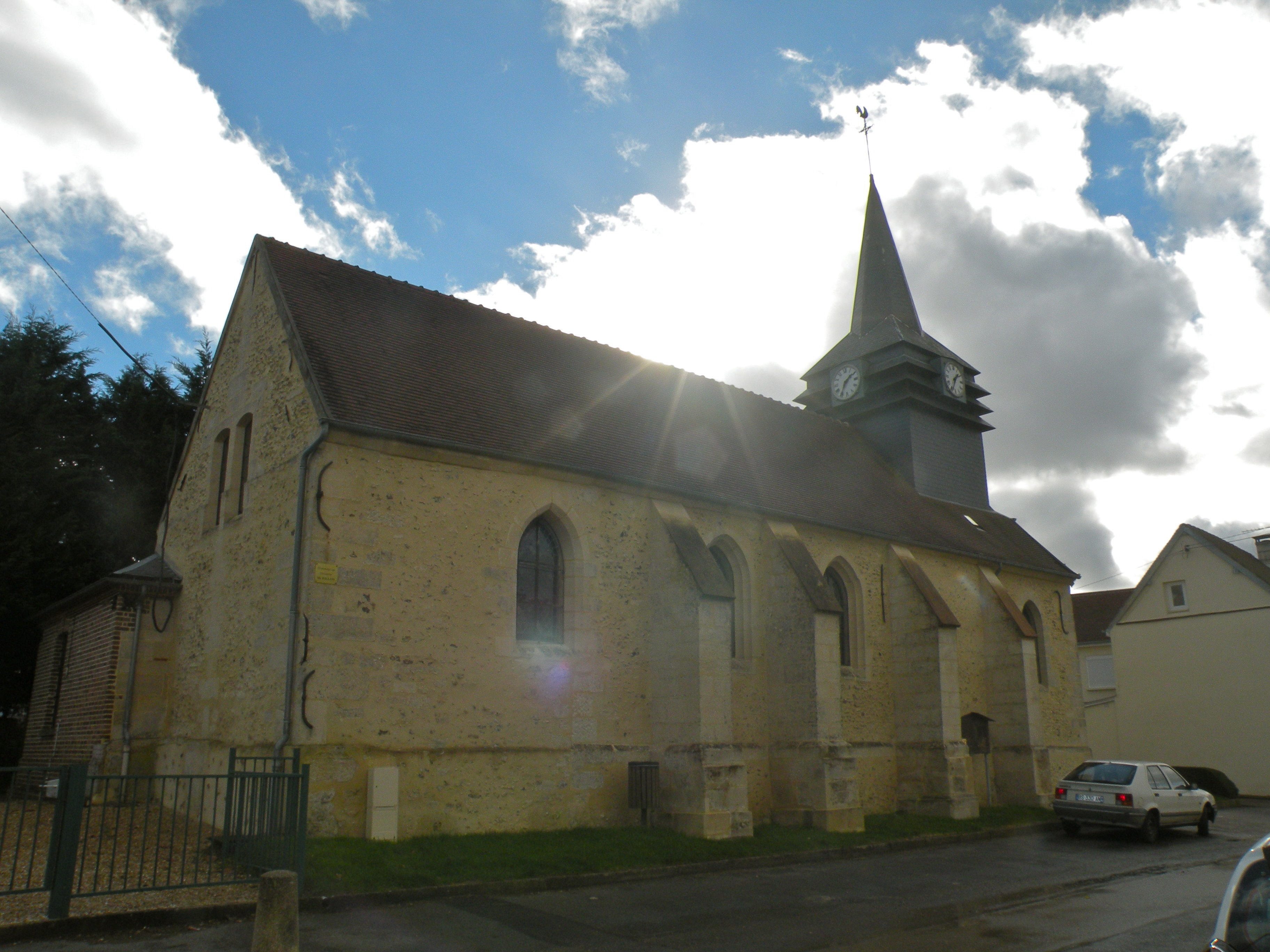
Kirche Saint-Pierre
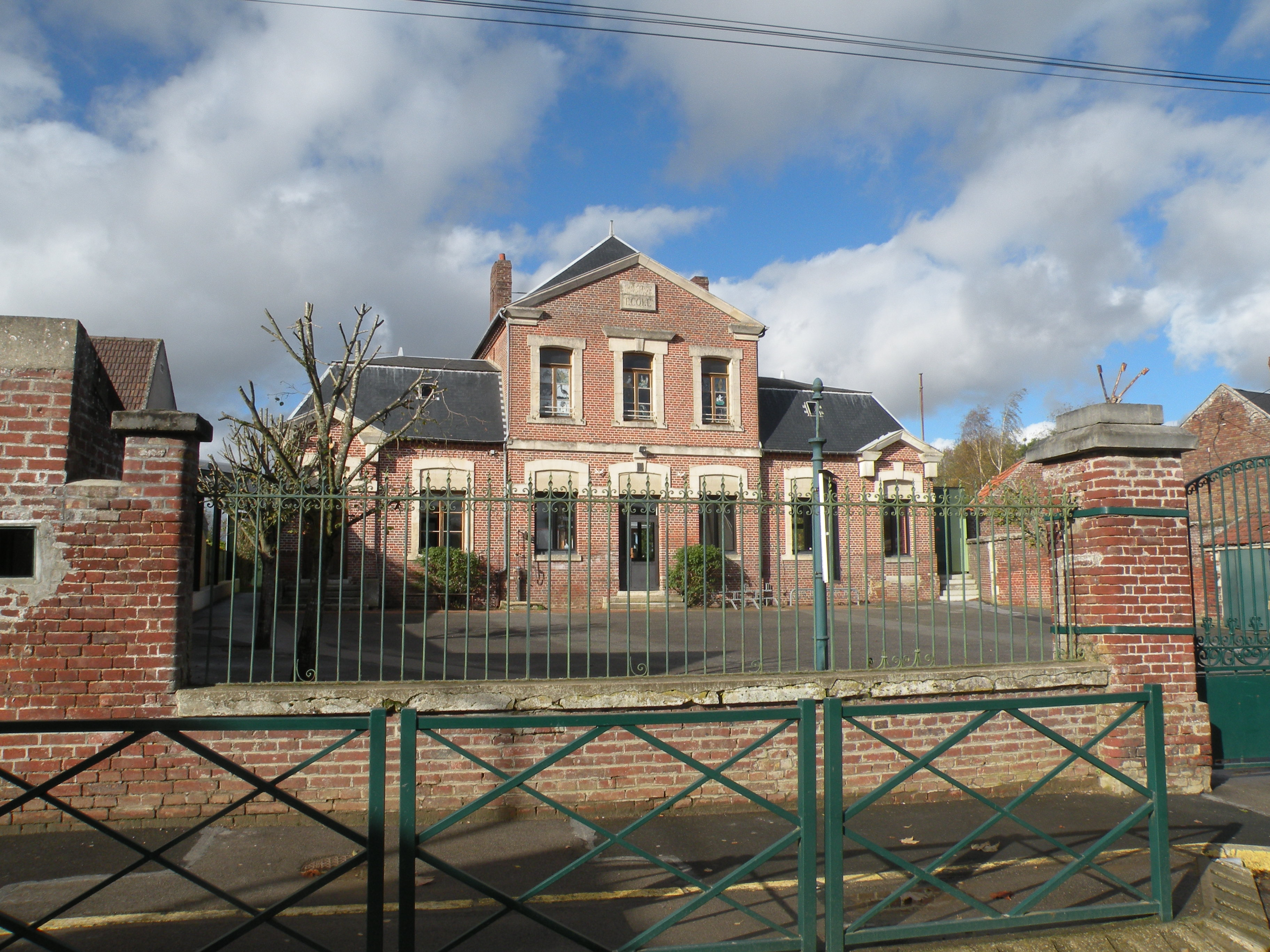
Schule
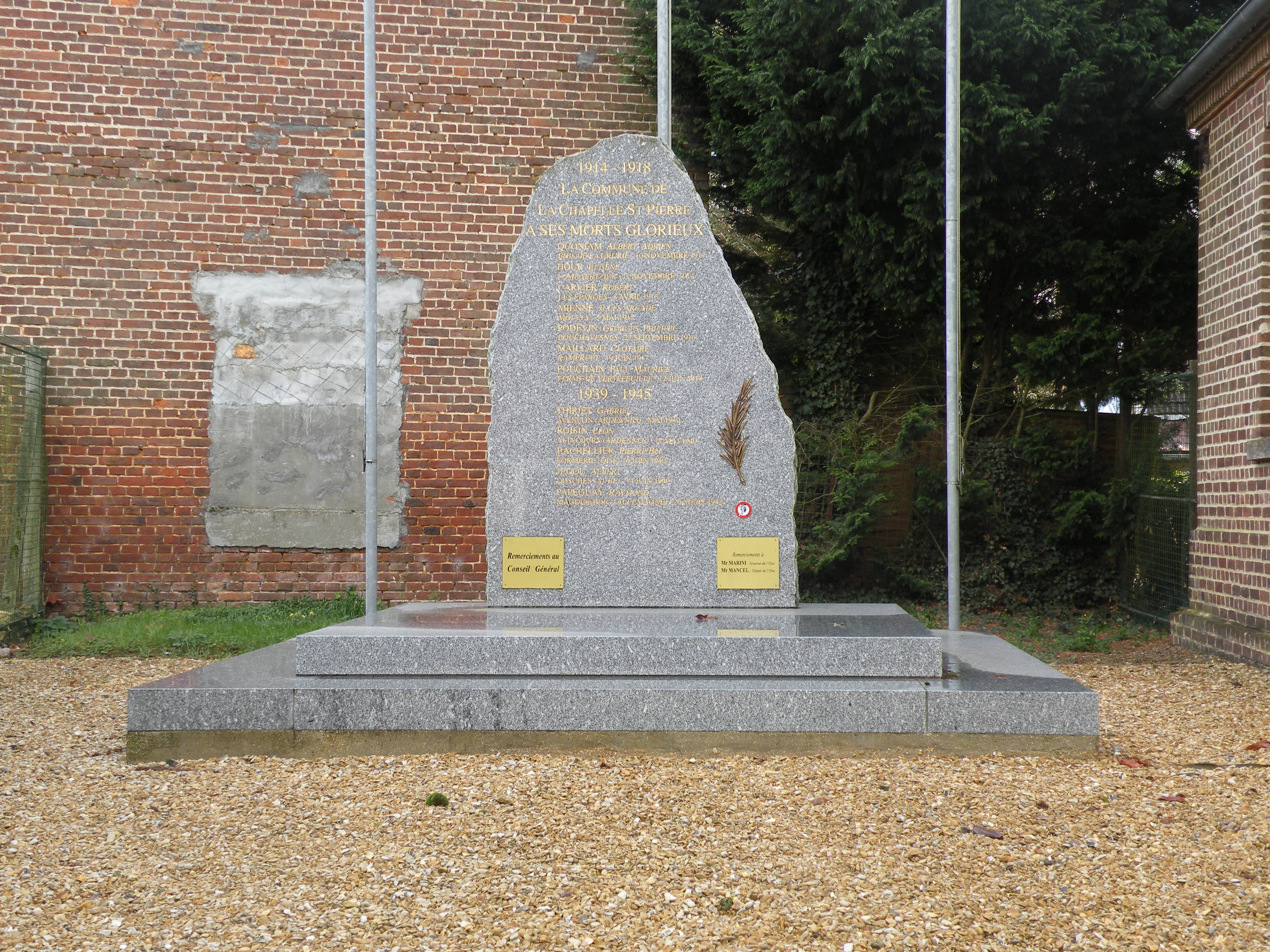
Gefallenendenkmal